# Electric Boogie
Electric Boogie (auch Electric Boogaloo) ist eine um 1975 in Fresno (Kalifornien) entwickelte Tanzrichtung, die sich unabhängig in New York entwickelte und ein Element des Funk und des Streetdance ist. Sie ist Teil der Old School des Hip-Hop-Tanzes, wird fälschlicherweise oft auch als Robot bezeichnet, wobei der Robot (also das Imitieren eines Roboters) nur ein Teil des Tanzes ist. Eng verwandt ist der Electric Boogie mit Popping, weist aber auch signifikante eigene Bewegungen auf, wie etwa die Illusion von Wellen, die durch den Körper fließen (was häufig mit Popping gemischt wurde, um den „Electric Boogaloo“-Effekt zu erzeugen bzw. zu verstärken).